# H. L. Mencken
Henry Louis „H. L.” Mencken (n. 12 septembrie 1880, Baltimore, America Britanică⁠(d), Regatul Marii Britanii – d. 29 ianuarie 1956, Baltimore, America Britanică⁠(d), Regatul Marii Britanii) a fost un critic literar, jurnalist, filolog american.
A scris articole și pamflete antipuritane cu ascuțite accente satirice și parodice, documente valoroase de critică a moravurilor.
A contribuit la crearea unei noi atmosfere culturale și a pregătit afirmarea scriitorilor reprezentativi din perioada interbelică.
A editat și a colaborat la periodicele: The Smart Set, The American Mercury, Sun, Evening Herald.

## Scrieri
- 1919/1927: Prejudices ("Prejudecăți");
- 1919: In Defense of Women ("În apărarea femeilor");
- 1940: Happy Days 1899 - 1892 ("Zile fericite 1899 - 1892");
- 1940: Newspaper Days 1899 - 1906 ("Amintiri din gazetărie 1899 - 1906");
- 1943: Heathen Days, 1890 - 1936 ("Zile păgâne, 1890 - 1936");
- 1905: George Bernard Shaw: His Plays ("George Bernard Shaw, teatrul său");
- 1908: The Philosophy of Friedrich Nietzsche ("Filozofia lui Friedrich Nietzsche");
- 1930: Treatise of Gods ("Tratat despre zei");
- 1934: Treatise on Right and Wrong ("Tratat despre bine și rău");
- 1919: The American Language ("Limba americană"), prin care se consacrează ca specialist în engleza americană.